# La piovra (film 1919)
La piovra è un film muto del 1919 diretto da Edoardo Bencivenga, ispirato alla vita di Maria Tarnowska.